# Sztutowo
Sztutowo (en alemán Stutthof) es un pequeño poblado en el distrito de Nowy Dwór Gdanski, región o voivodato [województwo] de Pomerania [Pomorskie] en Polonia.
En ese lugar estaba emplazado el famoso campo de concentración nazi de Sutthof, que hoy en día funciona como museo.